# Sesieutes lucens
Sesieutes lucens is een spinnensoort in de taxonomische indeling van de bodemzakspinnen (Liocranidae). De spin leeft op de bodem en maakt geen web. Het dier behoort tot het geslacht Sesieutes. De wetenschappelijke naam van de soort werd voor het eerst geldig gepubliceerd in 1897 door Simon.